# Abortive Gasp
Abortive Gasp foi uma dupla alemã de EBM de Hamburgo, formada em 1987 pelo vocalista Tim Paal e pelo compositor Harry Luehr. Muitas vezes contavam com o apoio de vários músicos convidados.

## História
No seu país de origem, a cena de electronic body music e indie pop destacou-se musicalmente pelo alto grau de improvisação, bem como pelo uso precoce do dub. Devido à sua atitude apolítica, foram controversos.
Os juízos de vários jornalistas musicais, como Brian Duguid, sobre Abortive Gasp foram cautelosamente positivos. Algumas de suas músicas mais conhecidas, como "Church is empty" e "Psychgod", tiveram uma boa difusão em emissoras individuais dos Estados Unidos, Bélgica e Austrália.
Na sua fase final, a banda chamou a atenção como banda de abertura do grupo esloveno de música industrial 'Borghesia', cuja atitude de artista elitista formava um contraste acentuado.  
Em dezembro de 1989, Abortive Gasp deu seu último concerto na discoteca 'Kir' de Altona.

## Membros
- Tim Paal - vocalista
- Harry Luehr - programador

## Discografia

### Álbuns
- To Have The Second Crack (1988) fita auto distribuída
- Raw Scent (1989) fita auto distribuída
- Bullfrog (1989) Alternate Media Tapes
- A Fridge Fulla Bribes (1989) Harsh Reality Music[5]